# Rumänisch-Amerikanische Universität
Die Rumänisch-Amerikanische Universität (rumänisch: Universitatea Romano-Americana; englisch: Romanian-American University) ist eine Privatuniversität in Bukarest mit insgesamt sechs Fakultäten.
Die Gründung erfolgte 2004 durch den rumänischen Industriellen  Ion Smedescu in Bukarest in der Absicht, einen Lehr- und Kulturaustausch mit US-amerikanischen Universitäten aufzubauen. Für die Namensgebung erhielt er hierzu Zustimmung von der Botschaft der Vereinigten Staaten. Rektor der Universität war Ovidiu Folcut, der 2020 von Negricea Costel abgelöst wurde.